# Симка Обреновић
Симка Обреновић (1818-1837) припадала је кнежевској породици Обреновић. Удала се за банкара и влашког спахију Јована Германа, једног од браће која су у Београду водили трговину под називом „Германија”. Јован и Симка имали су тројицу синова: Јована, Јеврема и Адама.